# Método de Breed
El método de Breed es una método de laboratorio que se utiliza para el recuento de microorganismos en la leche. Fue presentado en 1910 por los biólogos estadounidenses Samuel Cate Prescott y Robert Stanley Breed.
1. 1

## Finalidad
Se trata de un método para el "recuento de totales", dado que se contabilizan los microorganismos vivos y muertos. Cuando el método solamente recuenta organismos vivos se denomina "recuento de viables".
Es un método directo para cuantificar células totales en el cual un volumen conocido de la muestra diluida se extiende uniformemente sobre la superficie del portaobjetos normal. El método de Breed es un método de recuento directo bastante simple fácil y eficaz a pesar de ser un método creado en 1911. Este método de Conteo Directo al Microscopio (CDM) es usado mayoritariamente en el diagnóstico microbiológico de leche y solo se considera un método rápido para determinar el grado de contaminación bacteriano de la leche
Existen muchos métodos para la cuantificación de microorganimos, incluyendo métodos microscópicos, electrónicos (contador Coulter), químicos (para estimar masa celular), y conteo en placas donde se forman y crecen las colonias de bacterias.
La seguridad existente en los productos lácteos está dada por la calidad microbiológica de los mismos, lo cual garantiza el consumo desde el punto de vista sanitario.
El análisis de la calidad de leche cruda es una práctica frecuente en la industria láctea y tiene como objetivo el control de la calidad de las muestras y de la materia que se introduce en la usina de procesamiento, para culminar en un producto de consumo masivo que debe responder a estándares de calidad.

## Preparación de las muestras
Primeramente se debe homogeneizar la leche calentándola en un baño de agua a 40 °C para que las células somáticas asciendan a la superficie junto con la grasa.
El instrumental de laboratorio debe estar limpio pero no necesariamente estéril dado que el método se basa en recuento de células y para el mismo no es precisa la asepsia.
Si posteriormente se van a realizar análisis microbiológicos detallados con la misma muestra, sí es necesario que sea obtenida y manipulada con material estéril.
Luego de extraída la muestra, es transportada al laboratorio en conservadoras a 4 °C. Puede conservarse en estas condiciones hasta veinticuatro horas.
Para la toma de muestras existen dos condiciones básicas a tener en cuenta:
La primera es representar el volumen total de leche de donde fue extraída y la segunda es ser conservada y transportada a la temperatura correcta de manera de que no se vean modificadas sus propiedades de origen, previo al análisis en el laboratorio. En caso de demora en la consecución del análisis, debe agregarse a la leche algún conservante que no altere los posteriores resultados analíticos.

## Aplicación de la técnica
Deben realizarse extendidos de 0,01 mL y de 1 cm² sobre portaobjetos exentos de grasa (los cuales se limpian con xilol).
Luego de dejar secar, se colorea y efectúa el recuento. Para ello se realiza el promedio de células existentes en el campo del microscopio, dividiendo el total de células somáticas entre el factor microscópico (FM) que corresponde al número de campos en 1 centímetro, es decir en 100 milímetros, obteniéndose de esa manera el número de células somáticas por mililitro de leche.

Cálculo del Factor Microscópico
{\displaystyle FM={{100\ mm} \over {\acute {A}}rea\ del\ campo\ en\ mm}}
Obtención del Promedio
{\displaystyle N{\acute {u}}mero\ de\ C{\acute {e}}lulas\ som{\acute {a}}ticas={Total\ de\ c{\acute {e}}lulas\ som{\acute {a}}ticas \over Cantidad\ de\ campos\ contados}}
Los reactivos utilizados son soluciones de Azul de metileno que se preparan disolviendo el mismo en agua destilada y alcohol de acuerdo a los siguientes valores:
a) Solución alcohólica de Azul de metileno:
- 0,3 g Azul de metileno
- 30 mL Alcohol 96°
- 100 mL Agua destilada

b) Solución Breed:
- 0,6 g Azul de metileno
- 54 mL Alcohol etílico 96°
- 40 mL Tetracloroetano
- 6 mL Àcido acético